# Vieni con me (Rocco Hunt)
Vieni con me è un singolo del rapper Rocco Hunt, pubblicato il 16 maggio 2014 come secondo estratto dal secondo album in studio 'A verità.

## Video musicale
Il videoclip per Vieni con me è stato pubblicato il 9 giugno 2014 attraverso il canale YouTube del rapper.